# FGF8
FGF8 (англ. Fibroblast growth factor 8) – білок, який кодується однойменним геном, розташованим у людей на короткому плечі 10-ї хромосоми. Довжина поліпептидного ланцюга білка становить 233 амінокислот, а молекулярна маса — 26 525.
| 10         |  | 20         |  | 30         |  | 40         |  | 50         |
| ---------- |  | ---------- |  | ---------- |  | ---------- |  | ---------- |
| MGSPRSALSC |  | LLLHLLVLCL |  | QAQEGPGRGP |  | ALGRELASLF |  | RAGREPQGVS |
| QQHVREQSLV |  | TDQLSRRLIR |  | TYQLYSRTSG |  | KHVQVLANKR |  | INAMAEDGDP |
| FAKLIVETDT |  | FGSRVRVRGA |  | ETGLYICMNK |  | KGKLIAKSNG |  | KGKDCVFTEI |
| VLENNYTALQ |  | NAKYEGWYMA |  | FTRKGRPRKG |  | SKTRQHQREV |  | HFMKRLPRGH |
| HTTEQSLRFE |  | FLNYPPFTRS |  | LRGSQRTWAP |  | EPR        |  |            |

A: Аланін

C: Цистеїн

D: Аспарагінова кислота

E: Глутамінова кислота

F: Фенілаланін

G: Гліцин

H: Гістидин

I: Ізолейцин

K: Лізин

L: Лейцин

M: Метіонін

N: Аспарагін

P: Пролін

Q: Глутамін

R: Аргінін

S: Серин

T: Треонін

V: Валін

W: Триптофан

Кодований геном білок за функціями належить до факторів росту, мітогенів, білків розвитку. 
Задіяний у таких біологічних процесах, як диференціація клітин, альтернативний сплайсинг. 
Секретований назовні.